# Всё будет хорошо
Всё будет хорошо (відома також як Всё будет хорошо (Ла-ла-ла)) — пісня російського співака Міті Фоміна, написана самим Мітьою. Композиція була випущена, як третій сингл із його дебютного альбому Так буде.
Існує російської версії ремікс спільно з російським репером StuFF, англійська версія пісні називається «Ok!».
Пісня очолила чарти Росії та України, а також отримала національну музичну премію «Золотий Грамофон» в 2010 році за 22 тижні в чарті.

## Відеокліп
Кліп знімався на Середземному морі в акваторії грецьких островів. Знято було дві версії відеокліпу російськомовна та англомовна.
Презентація відео відбулася в одному зі столичних закладів, куди Мітю прийшли привітати з цією подією його колеги по сцені.
Ротація кліпу почалася в середині червня 2010 року, англомовна версія треку, в російську ротацію не потрапила.
Режисером кліпу став сам Мітя Фомін.

## Список композицій
- Радіосингл[3]

| #  | Назва              | Автор      | Тривалість |
| -- | ------------------ | ---------- | ---------- |
| 1. | «Всё будет хорошо» | Мітя Фомін | 3:48       |
| 2. | «Ok!»              | Мітя Фомін | 3:50       |

- Цифровий сингл[4]

| #  | Назва              | Автор      | Тривалість |
| -- | ------------------ | ---------- | ---------- |
| 1. | «Всё будет хорошо» | Мітя Фомін | 3:48       |

## Чарти
| Чарт                            | Вища позиція |
| ------------------------------- | ------------ |
| Російський радіочарт            | 3            |
| Московський радіочарт           | 2            |
| Пітерський радіочарт            | 1            |
| Український радіочарт           | 6            |
| Київський радіочарт             | 5            |
| Російський чарт цифрових треків | 3            |
| Золотий Грамофон                | 1            |